# UFC on ESPN: Covington vs. Lawler
UFC on ESPN: Covington vs. Lawler (conosciuto anche come UFC on ESPN 5) è stato un evento di arti marziali miste tenuto dalla Ultimate Fighting Championship il 3 agosto 2019 al Prudential Center di Newark, negli Stati Uniti d'America.

## Risultati
|                  | Divisione              |                     |                 |                     | Metodo                                   | Round           | Tempo           | Premio          |
| Card Principale  | Card Principale        | Card Principale     | Card Principale | Card Principale     | Card Principale                          | Card Principale | Card Principale | Card Principale |
| ---------------- | ---------------------- | ------------------- | --------------- | ------------------- | ---------------------------------------- | --------------- | --------------- | --------------- |
|                  | Pesi welter            | Colby Covington     | batte           | Robbie Lawler       | Decisione unanime (50–44, 50–45, 50–45)  | 5               | 5:00            |                 |
|                  | Pesi leggeri           | Jim Miller          | batte           | Clay Guida          | Sottomissione tecnica (guillotine choke) | 1               | 0:58            |                 |
|                  | Pesi leggeri           | Nasrat Haqparast    | batte           | Joaquim Silva       | KO (pugni)                               | 2               | 0:36            | POTN            |
|                  | Pesi medi              | Gerald Meerschaert  | batte           | Trevin Giles        | Sottomissione tecnica (guillotine choke) | 3               | 1:49            |                 |
|                  | Catchweight (158 lbs.) | Scott Holtzman      | batte           | Dong Hyun Ma        | KO tecnico (stop medico)                 | 2               | 5:00            |                 |
|                  | Pesi mediomassimi      | Kennedy Nzechukwu   | batte           | Darko Stošić        | Decisione unanime (29–26, 29–26, 28–27)  | 3               | 5:00            |                 |
| Card Preliminare |                        |                     |                 |                     |                                          |                 |                 |                 |
|                  | Pesi welter            | Mickey Gall         | batte           | Salim Touahri       | Decisione unanime (29–28, 29–28, 29–28)  | 3               | 5:00            |                 |
|                  | Pesi mosca femminile   | Antonina Shevchenko | batte           | Lucie Pudilová      | Sottomissione tecnica (rear-naked choke) | 2               | 1:20            | FOTN            |
|                  | Pesi mosca             | Matt Schnell        | batte           | Jordan Espinosa     | Sottomissione (triangle choke)           | 1               | 1:23            | POTN            |
|                  | Pesi mosca femminile   | Lauren Murphy       | batte           | Mara Romero Borella | KO tecnico (ginocchiata e gomitate)      | 3               | 1:46            |                 |
|                  | Catchweight (176 lbs.) | Cláudio Silva       | batte           | Cole Williams       | Sottomissione (rear-naked choke)         | 3               | 5:00            |                 |
|                  | Pesi mosca femminile   | Miranda Granger     | batte           | Hannah Goldy        | Decisione unanime (30–27, 30–27, 30–27)  | 3               | 5:00            |                 |

## Premi
I lottatori premiati ricevettero un bonus di 50.000 dollari.
Legenda:
- FOTN: Fight of the Night (vengono premiati entrambi gli atleti per il miglior incontro dell'evento)
- POTN: Performance of the Night (viene premiato il vincitore per la migliore performance dell'evento)